# Phaethornis aethopyga
Phaethornis aethopyga е вид птица от семейство Колиброви (Trochilidae). Видът е почти застрашен от изчезване.

## Разпространение
Видът е разпространен в Бразилия.